# Магистратски трг
44° 50′ 43″ С; 20° 24′ 47″ И / 44.84516° С; 20.41304° И
| МАГИСТРАТСКИ · трг          | МАГИСТРАТСКИ · трг      |
| --------------------------- | ----------------------- |
|                             |                         |
| Општина                     | Земун                   |
| Почетак                     | Прерадовићева улица     |
| Крај                        | Улица Господска (Земун) |
| Дужина                      | 175 m                   |
| Ширина                      | 19,5 m                  |
| Створена                    | после 1855.             |
| Названа                     | 1997.                   |
| Стари називи                | Трг Победе              |
|                             |                         |
|                             |                         |
| Зграда Земунског Магистрата |                         |

Магистратски трг је градски трг који се налази у Земуну.

## Опис
Магистратски трг се налази у центру Земуна паралелан је са Главном улицом а оивичен је Прерадовићевом и Господском улицом. На тргу се налази зграда Земунског Магистрата по коме је трг и добио име. Трг је затворен за саобраћај и представља пешачку зону са кафићима и ресторанима. На самом тргу тј. на углу Прерадовићеве улице и Магистратског трга се налази зграда Скупштине општине Земун. Поред општине и ресторана на тргу се налазе још и апотеке, лабораторија, адвокатске канцеларије, осигуравајућа компанија, банка, продавнице, оптичарска радња, хемијска чистионица и пројектни биро. На раскршћу Трга и Господске улице налази се камени крст.
На тргу су готово све времешне зграде од којих су две, Магистрат у Земуну и Кућа породице Марковић проглашене за споменике културе.

## Галерија

### Трг
- Раскршће са Господском улицом
- Заветни крст на Магистратском тргу
- Задње куће са десне стране
- Десна страна улице
- Кућа са десне стране
- Задње куће са леве стране
- Зграда са десне стране
- Зграда Магистрата
- Изглед трга испред Магистрата
- Улаз у Општину
- Зграда Општине
- Угао трга и Прерадовићеве
- Почетак трга
- Кућа породице Марковић
- Магистрат у Земуну
- Детаљи са трга